# Plastoquinona

PQ-9, plastoquinona con 9 unidades isoprénicas.

La plastoquinona (abreviada PQ o Q) es un lípido, concretamente un isoprenoide, que se encuentra en la membrana tilacoidal de los cloroplastos. Participa en el proceso anabólico de la fotosíntesis de las plantas, algas y las cianobacterias, a la que les otorga autonomía en cuanto a su nutrición (autótrofos) . Aunque el aporte de la plastoquinona parezca ínfimo en los fotosistemas o los complejos citocromos, no es así. Para que pueda ocurrir el transporte de electrones entre los fotosistemas I y II son necesarias cadenas polipeptídicas en las que la plastoquinona desempeña un papel indispensable.
Basándose en la teoría quimioosmótica, puede decirse que los electrones pasan a través de una cadena de transferencia en la que está presente la plastoquinona, la cual al reducirse a plastoquinol empaqueta y guarda de manera efectiva la energía que contienen los electrones para después cederlos a otras moléculas de la cadena transportadora de electrones. La energía liberada es utilizada luego para sintetizar energía en forma de ATP.

## Base molecular

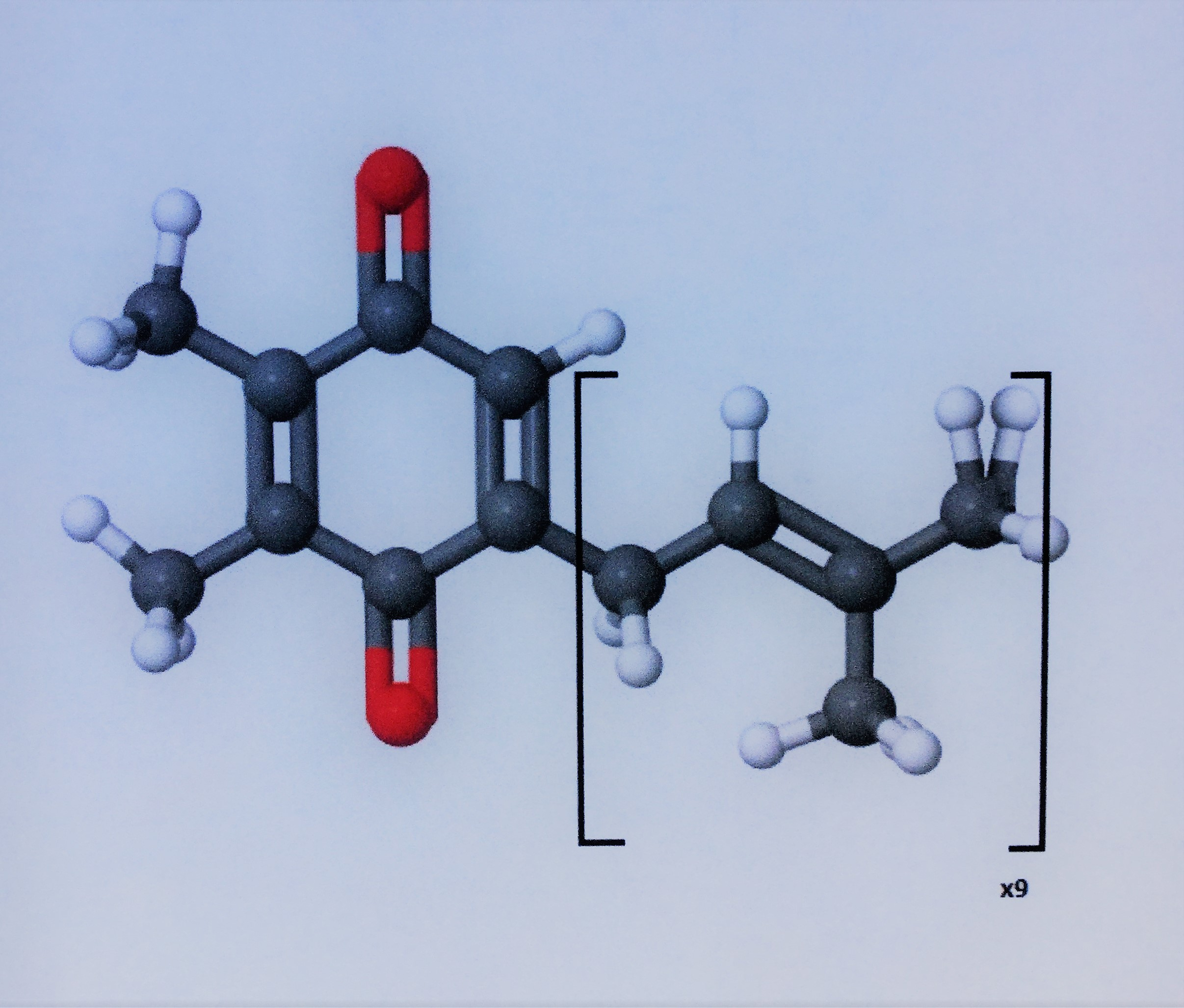
Estructura química de la plastoquinona: C_{55}H_{80}O_{2}, formada por un anillo aromático y una cadena lateral de 9 isoprenos.

### Clasificación
La plastoquinona (C55H80O2) es una molécula de quinona, isómero de la ciclohexadiona y compuestos aromáticos caracterizados por su potencial redox. Las quinonas se clasifican en diferentes grupos según su estructura y propiedades, dentro de los cuales diferenciamos a las benzoquinonas, formadas por oxidación de hidroquinonas. Cabe añadir que la plastoquinona es similar a la ubiquinona y esto se debe a que ambas pertenecen a la familia de las benzoquinonas. Además, se categoriza en la familia de los terpenos, lípidos que componen los pigmentos vegetales y animales y dan color a las células. Efectivamente, el nombre de la plastoquinona viene dado por su localización en los plastos vegetales, los cloroplastos.

### Estructura química
La plastoquinona está compuesta por un anillo activo de bencenoquinona unido a una cadena lateral de un poliisoprenoide. Se distingue en su estructura por el anillo aromático hexagonal activo al cual están enlazados dos oxígenos por doble enlaces en los carbonos C1 y C4 (lo cual es propio de las cetonas) y dos grupos metilos. Su cadena lateral está compuesta por 9 isoprenos enlazados entre sí , por lo tanto es un politerpeno o isoprenoide. Además, la plastoquinona es una molécula prenilada, es decir que se le ha añadido un grupo hidrofóbico a su cadena alquílica (cadena carbonada que presenta un grupo metilo CH3 ramificado en posición R3 y R4).

## Biosíntesis
La esperanza de vida de la plastoquinona es muy corta. Se ha estudiado en las células de espinaca que el tiempo de vida de la plastoquinona es de 15 a 30 horas, lo que significa que para mantener las concentraciones estables se tiene que sintetizar constantemente. La biosíntesis de la plastoquinona es muy compleja ya que involucra a más de 35 enzimas.  Su proceso de síntesis se divide en dos partes :  la primera se conlleva la síntesis del anillo de quinona benceno y de la cadena de prenil. El anillo es derivado de las tirosina y las cadenas laterales de prenil son derivadas del gliceraldehido 3 fosfato y del piruvato.El tamaño de la cadena de poliisoprenoide determina el tipo de plastoquinona. La segunda parte incluye la reacción de condensación del anillo con las cadenas laterales y varias modificaciones.

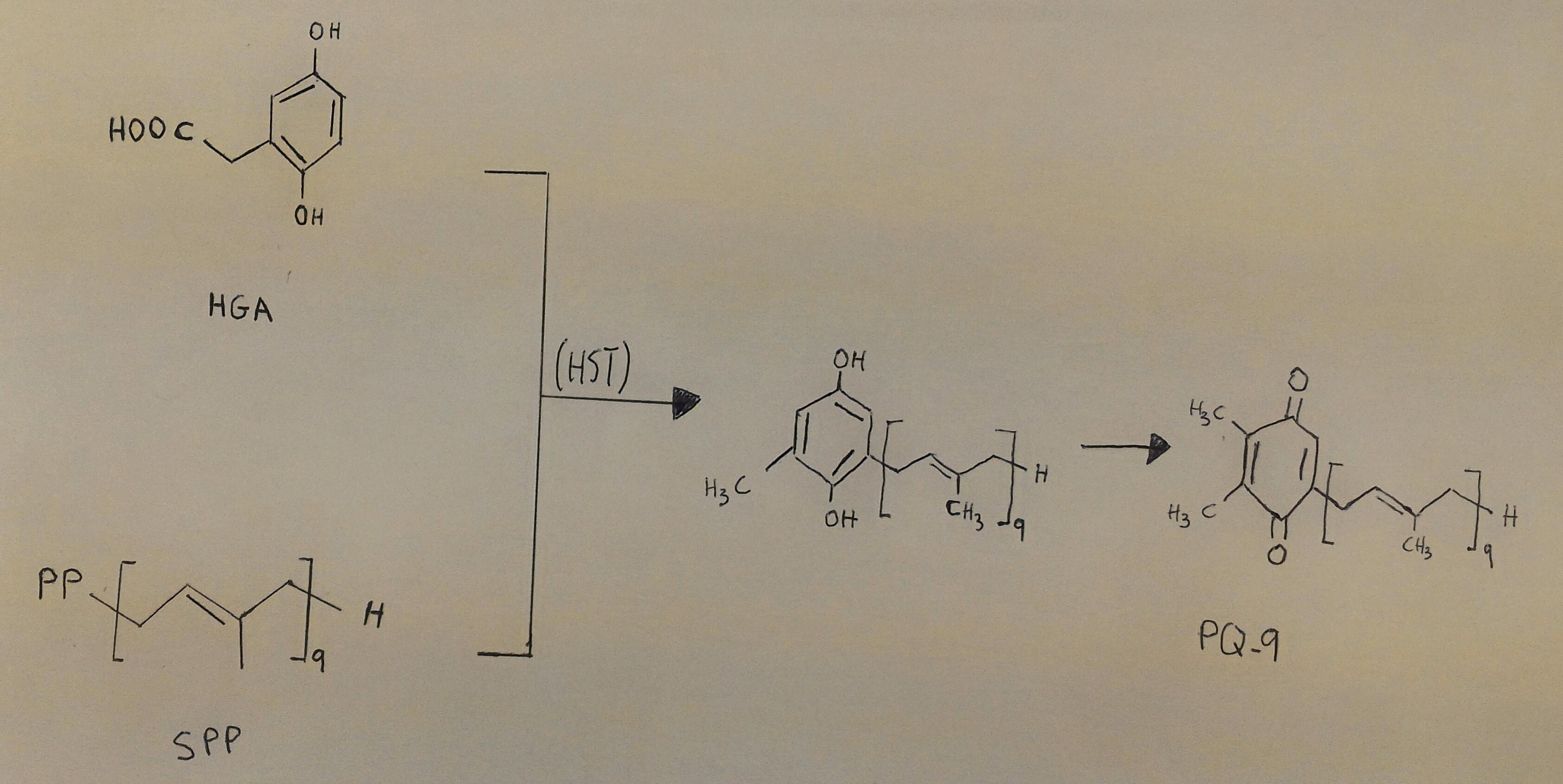
Proceso de biosíntesis de la plastoquinona 9.

El precursor del anillo de benceno quinona es el ácido homogentístico (HGA) que se sintetizado a partir de la tirosina ante la catálisis del enzima tirosina aminotransferasa. Las cadenas laterales de prenil son creadas en la vía del metileritritol fosfato (MEP) para formar solanesil difosfato (SPP) ante la catálisis de la enzima solanesil difosfato sintetasa. La MEP es una ruta metabólica de la biosíntetis de isoprenoides. Una vez formadas ambos componentes ocurre la condensación del ácido homogenístico con la cadena de solanesil difosfato, esta reacción es catalizada por la enzima homogentistato solanesiltransferasa (HST). Esto produce un compuesto llamado 2-dimetil-plastoquinona que luego es modificado por la enzima metiltransferasa para formar el producto final, la plastoquinona.

## Estados óxido-reducción

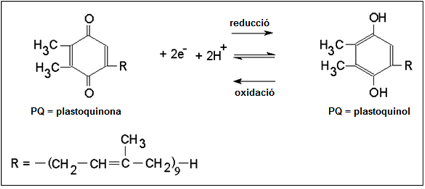
Reacción de reducción de la plastoquinona en plastoquinol durante la fotosíntesis.

La plastoquinona es una molécula de gran interés biológico que juega un rol importante en el metabolismo de las plantas. Se puede encontrar en diferentes estados redox:
- plastoquinona
- plastosemiquinona ( quinona + H+)
- plastoquinol (quinona en estado reducido +2H+ )

Reacción de la fotosíntesis

- plastocianina

## Fotosíntesis
La plastoquinona desempeña su función principal durante la fotosíntesis. La fotosíntesis es un proceso de obtención de materia orgánica por vía autótrofa. Es el proceso químico donde se sintetiza o crea materia orgánica a partir de materia inorgánica (CO2 y agua)  y energía lumínica (proveniente de fotones de radiación solar).
La fotosíntesis consta de dos fases muy diferentes:
Fase luminosa: 
- También conocida como: “la reacción de Hill”. Es durante esta fase cuando la célula capta la radiación solar (fotones) para la fotólisis del agua, el posterior transporte de los H+ y e- resultantes (los H+ utilizados durante las etapas consecutivas no solo provienen directamente del agua hidrolizada, parte viene del estroma del cloroplasto donde se encuentran los H+ que el propio tilacoide evacuó, en hidrólisis anteriores, para mejor entendimiento mirar figura ) a través de los llamados “pigmentos fotosintéticos” (entre medio de estos pigmentos se encontraría la plastoquinona), y final obtención de fuentes de energía celular (NADH+H i ATP) (en el procedimiento de la síntesis del ATP, en la enzima ATP-sintetasa, es cuando los H+ salen de la pared y pasan al estroma del cloroplasto, posteriormente volverán a entrar para participar en nuevas fases lumínicas, figura).

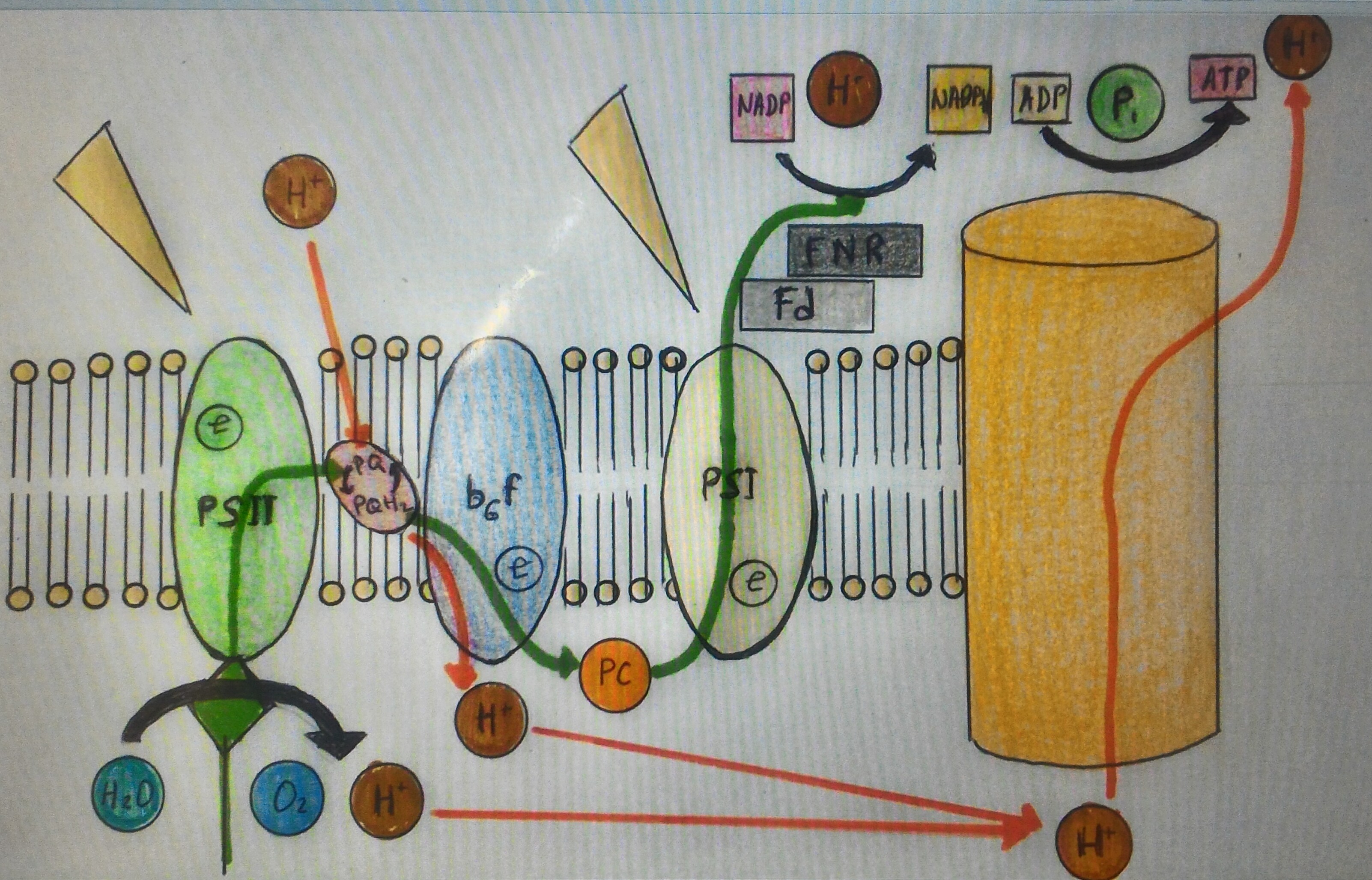
Ilustración de la plastoquinona en la fase luminosa.

- Durante este proceso se produce el siguiente balance:

8 Fotones + 2H2O → O2 + 2ATP + 2 NADH+H
- El oxígeno formado irá saliendo de las células y acabará siendo expulsado por el organismo, este hecho es el que permite la presencia de oxígeno en la atmósfera, por los organismos que llevan a cabo este proceso, como las plantas. La fase lumínica tiene lugar únicamente durante día, debido a su necesidad imperiosa de luz para llevarla a cabo. Todo el conjunto de reacciones y procesos tienen lugar en la pared de los tilacoides (cavidades enzimáticas situadas dentro de los cloroplastos).

Fase oscura
- También conocida como: “El ciclo de Calvin”. En esta etapa es cuando la célula sintetiza la materia orgánica; los reactivos necesarios para conformar la materia orgánica son los obtenidos durante la fase lumínica: agente reductor (NADH+H) y los ATP, a los que se les suma el CO2 presente en el aire, con estos elementos la célula puede sintetizar moléculas de carbohidratos (como por ejemplo la glucosa, un monosacárido).

- El ciclo de Calvin no necesita la presencia de luz solar, de ahí que se llame fase oscura, pero no significa que se produzca solo de noche, el ciclo tiene lugar durante todo el día mientras tenga las elementos necesarios.
- Todo el procedimiento tiene lugar dentro de los cloroplastos, en lo que llamamos el estroma y es posible, o mejor dicho ejecutado, por un conjunto de enzimas que dirigen cada uno de los numerosos pasos de este ciclo.publicación.

## Función de la plastoquinona dentro de la fotosíntesis
Para entender lo que hace la plastoquinona hay que conocer bien la fase lumínica o dependiente de la luz de la fotosíntesis, profundizando en los pasos que son necesarios para que los electrones pasen del fotosistema II al I. La energía luminosa excita el fotosistema II, el cual se convierte en un agente reductor. El electrón que posee el radical catiónico P680+ pasa a través de una feofitina que está reducida (debido a la captación del electrón) a una plastoquinona que está anclada al centro QA que se encuentra en una proteína que se denomina D2. Existe una plastoquinona que dispone de movilidad y que se une al centro QB que se halla en D1 (subunidad proteica) . En este punto la plastoquinona de QA pasa a dar el electrón que había captado a la plastoquinona de QB , de esta manera, se crea lo que se denomina semiquinona (plastoquinina QB con un electrón de más) Tras esto, hay otro transporte de otro electrón a través de la feofitina y la QA de la misma manera hasta llegar a QB en donde se encuentra todavía la semiquinona que al captar este electrón y dos protones pasa a ser un plastoquinol (plastoquinona reducida gracias a la captación de dos protones y dos electrones). Este plastoquinol pasará sus electrones, que son energía bien almacenada, a una cadena de transporte de electrones hasta que llegue al fotosistema I.

### QAy QB
Las moléculas de plastoquinona que intervienen en la transferencia de electrones en la fotosíntesis están asociadas al fotosistema II y se denominan QA y QB. Se diferencian por cómo transfieren los electrones, la velocidad de transferencia y por el tipo de binding site con el fotosistema II.
Qa es el lugar principal de unión al fotosistema II y acepta los dos electrones por separado en un tiempo variable entre 200 y 600 us. La transferencia de electrones de QA a QB se realiza gracias a cambios de pH. El binding site secundario, QB, tiene la capacidad de unirse y desunirse del fotosistema II, acepta los electrones al mismo tiempo y los transfiere en 1ms al citocromo.

## Aplicaciones médicas
El plastoquinonol y su molécula complementaria,el ubiquinol, pueden actuar como antioxidante, según varios estudios y experimentos. La inhibición del proceso oxidativo permite retrasar el deterioro de la célula, lo que es interesante en la fabricación de productos cosméticos.
A nivel más medicinal actualmente la Plastoquinona ha hecho una aparición en el campo de la investigación médica, al tener una gran capacidad antioxidante se ha propuesto el uso de esta para el tratamiento e inhibición de algunas enfermedades.

Reacción del SkQ.

Se ha visto que la modificar la plastoquinona y añadirle otras estructuras y elementos se podía conseguir la interacción de esta con las células; más concretamente de desarrollo el SkQ como un derivado de la plastoquinona, el SkQ (formado por plastoquinona (un resto antioxidante), un catión penetrante y un enlazador de decano o pentano. Posteriormente, partiendo de este como base, se llevó a cabo el desarrollo de otros derivados, hallando así el SkQ1 (plastoquinonil-decil-trifenilfosfonio), que, aparte de tener la capacidad antioxidante, muestra una gran permeabilidad en la membrana plasmática. 
Más concretamente se ha visto que el SkQ1 al exponerse a células entra en los mitocondrios y es ahí donde lleva a cabo su función antioxidante, reacciona con especies reactivas de oxígeno, es decir, interviene en la cadena respiratoria mitocondrial, y a su vez también se ha visto que aumenta el intercambio iónico a través de la membrana.
EL resultado de esta interacción se ha visto, a nivel experimental, que puede ser muy beneficioso. Por una parte esta capacidad e interacción afecta directamente al envejecimiento celular frenando este y causando en consecuencia el aumento del tiempo de vida de las células, pero no solo eso, como ya se ha mencionado esta capacidad que presenta hace que inhiba enfermedades, en novedosos experimentos se ha desmostado la capacidad de evitar la necrosis por especies reactivas de oxígeno (ya que la señales de muerte celular provienen de las especies oxidadas en el mitocondrio)  evitando así la aparición de algunas enfermedades. Más específicamente en estas investigaciones se ha visto que es capaz de tratar cegueras causadas por Displasia retiniana congénita (un tipo de retinopatía) y otras enfermedades características del envejecimiento como osteoporosis, cataratas y retinopatías.
El tratamiento con el SkQ1 en ratas también ha demostrado la capacidad de este de reducir el H2O2, en pequeñas concentraciones del SkQ1 evita la apoptosis inducida por este en fibroblastos y células HeLA, en concentraciones mayores se ha visto que actúa contra la arritmia cardíaca. 
También se ha observado que una capacidad específica de reparar daños cerebrales causados por la beta amiloide, causante de la paración del Alzheimer.